# Tomopagurus wassi
Tomopagurus wassi är en kräftdjursart som beskrevs av McLaughlin 1981. Tomopagurus wassi ingår i släktet Tomopagurus och familjen eremitkräftor. Inga underarter finns listade i Catalogue of Life.